# Brownstown (Illinois)
Pour les articles homonymes, voir Brownstown.
Brownstown est un village du comté de Fayette dans l'Illinois, aux États-Unis,. Il est situé au centre du comté, entre Vandalia, à l'ouest et St. Elmo à l'est. Le village est incorporé le 26 janvier 1910.

## Démographie
Lors du recensement de 2010, le village comptait une population de 759 habitants. Elle est estimée, en 2017, à 739 habitants.

## Source de la traduction
- (en) Cet article est partiellement ou en totalité issu de l’article de Wikipédia en anglais intitulé « Brownstown, Illinois » (voir la liste des auteurs).